# 조 (춘추)
조(曹, 기원전 1046년 ~ 기원전 487년)는 주(周)나라, 춘추전국시대에 걸쳐서 존재한 주나라의 제후국이다. 성은 희(姬)며, 작위는 백작(伯爵)이다. 수도는 도구(지금의 산둥성 딩타오 현의 서남쪽)이다.
주 무왕이 은나라를 무찌르고 동생인 숙진탁(叔振鐸)을 조나라에 책봉하여 성립되었다.
춘추 시대 때는 세력이 미약하여 다른 나라들과 강성함을 겨루지 못하였고 임금 자리를 두고 내분이 일어나 쇠약해졌다.
춘추 시대 말기에 마지막 임금인 조백 양(陽)이 공손강(公孫彊)의 말을 좇아 송(宋)나라를 쳤다가 오히려 송 경공(宋 景公)에게 멸망당했다.

## 같이 보기
- 주 (춘추 전국)

| 대수 | 시호        | 휘          | 재위 기간                   | 비고                          |
| ---- | ----------- | ----------- | --------------------------- | ----------------------------- |
| 1    |             | 진탁 (振鐸) |                             | 사기(史記) 관채세가(管蔡世家) |
| 2    | 태백 (太伯) | 비 (脾)     |                             |                               |
| 3    | 중군 (仲君) | 평 (平)     |                             |                               |
| 4    | 궁백 (宮伯) | 후 (侯)     |                             |                               |
| 5    | 효백 (孝伯) | 운 (雲)     | ? ~ 기원전 865년            |                               |
| 6    | 이백 (夷伯) | 희 (喜)     | 기원전 864년 ~ 기원전 835년 |                               |
| 7    | 유백 (幽伯) | 강 (彊)     | 기원전 834년 ~ 기원전 826년 |                               |
| 8    | 대백 (戴伯) | 소 (蘇)     | 기원전 825년 ~ 기원전 796년 |                               |
| 9    | 혜백 (惠伯) | 치 (雉)     | 기원전 795년 ~ 기원전 760년 |                               |
| 10   |             | 석보 (石甫) | 기원전 760년                |                               |
| 11   | 목공 (穆公) | 무 (武)     | 기원전 759년 ~ 기원전 757년 |                               |
| 12   | 환공 (桓公) | 종생 (終生) | 기원전 756년 ~ 기원전 702년 |                               |
| 13   | 장공 (莊公) | 역고 (射姑) | 기원전 701년 ~ 기원전 671년 |                               |
| 14   | 희공 (僖公) | 이 (夷)     | 기원전 670년 ~ 기원전 662년 |                               |
| 15   | 소공 (昭公) | 반 (班)     | 기원전 661년 ~ 기원전 653년 |                               |
| 16   | 공공 (共公) | 양 (襄)     | 기원전 652년 ~ 기원전 618년 |                               |
| 17   | 문공 (文公) | 수 (壽)     | 기원전 617년 ~ 기원전 595년 |                               |
| 18   | 선공 (宣公) | 강 (彊)     | 기원전 594년 ~ 기원전 578년 |                               |
| 19   | 성공 (成公) | 부추 (負芻) | 기원전 577년 ~ 기원전 555년 |                               |
| 20   | 무공 (武公) | 승 (勝)     | 기원전 554년 ~ 기원전 528년 |                               |
| 21   | 평공 (平公) | 수 (須)     | 기원전 527년 ~ 기원전 524년 |                               |
| 22   | 도공 (悼公) | 오 (午)     | 기원전 523년 ~ 기원전 515년 |                               |
| 23   | 성공 (聲公) | 야 (野)     | 기원전 514년 ~ 기원전 510년 |                               |
| 24   | 은공 (隱公) | 통 (通)     | 기원전 509년 ~ 기원전 506년 |                               |
| 25   | 정공 (靖公) | 로 (露)     | 기원전 505년 ~ 기원전 502년 |                               |
| 26   |             | 양 (陽)     | 기원전 501년 ~ 기원전 487년 |                               |